# بردگوری تنگ قراب ۴ و ۵
بردگوری تنگ قراب ۴ و ۵ در شهرستان اردل، بخش مرکزی، روستای قراب واقع شده و این اثر در تاریخ ۲۴ فروردین ۱۳۸۲ با شمارهٔ ثبت ۸۱۸۷ به‌عنوان یکی از آثار ملی ایران به ثبت رسیده‌است.